# Gens Gegània
La gens Gegània (en llatí: gens Gegania) va ser una gens romana patrícia molt antiga que es considerava descendent del mític Gies company d'Enees.
Segons Titus Livi i Dionís d'Halicarnàs, els Geganii eren una de les famílies més distingides d'Alba Longa i es van traslladar a Roma quan la seva ciutat va ser destruïda per Tul·li Hostili i els patricis els van acceptar entre els seus membres.
Apareixen sota aquest nom durant la monarquia i després amb el nom de Gegani Macerí. L'únic cognomen utilitzat va ser el de Macerí (Macerinus). Van exercir alts oficis de l'estat sota la república. El darrer membre important va ser Marc Gegani Macerí, tribú amb potestat consolar l'any 367 aC. Cap més Gegani torna a aparèixer fins a l'any 100 aC quan un Luci Gegani és mencionat entre els morts junt a Gneu Corneli Dolabel·la durant la revolta de Saturní.